# 尤金·鐘
尤金·鐘（英語：Eugene Yon Chung；1969年6月14日—），已退役美式足球運動員，在1992年至1997年間踢國家美式橄欖球聯盟。

## 球員生涯
新英格兰爱国者在1992年美式足球選秀時第一輪13順位選了尤金·鐘。鐘是首位韓裔美國人在第一輪被選上。首年他代表愛國者上場15次，其中14次是首發，並當選了NFL年度新秀隊。第二個賽季他首發上場了16次。他在新英格兰爱国者效力了三個賽季後，在1995年扩张选秀中被杰克逊维尔美洲虎選上，並效力了一年。退役前他曾在印第安纳波利斯小马效力。
鐘在2008年入選了弗吉尼亚理工学院體育名人堂。

## 教練生涯
退役後的鐘先在费城老鹰出任進攻線助教。在2013至2015年間，他在堪薩斯城酋長擔任同樣職務。2016年1月20日，他重返费城老鹰。2017年，教練身份的他在费城老鹰贏得第五十二届超级碗，球隊以41-33擊敗新英格兰爱国者。

## 個人生活
尤金·鐘是韓裔美國人，選秀時的他選是史上第三位亞裔職業美式足球員。鐘的兒子凯尔（Kyle）亦追隨父親腳步成為美式足球員。